# Boysenberry
Boysenberry – krzyżówka pomiędzy maliną właściwą, jeżyną fałdowaną i Rubus ursinus. Wyróżnia się wydłużonymi owocami osiągającymi wagę około 8g. Smakiem przypominają maliny, jednak są bardziej cierpkie. 

## Historia
Mieszaniec został uzyskany przez Rudolfa Boysena na fermie w Napa w Kalifornii. Na początku lat 20. XX wieku rośliny te zostały przeniesione na farmę znanego eksperta w dziedzinie hodowli jeżyn Waltera Knotta w Buena Park w południowej Kalifornii. Niedługo później jeżyny trafiły do obrotu handlowego. Eksporterem jest Nowa Zelandia.

## Genetyka
Wśród przedstawicieli rodzaju Rubus istnieje wiele poliploidów. Liczba chromosomów wynosi się od 2x=14 do 12x=84. Kultywar 'Boysenberry' ma 7x=49 chromosomów, przy czym 42 pochodzą od rodzica będącego jeżyną, a 7 od rodzica będącego maliną. Jest jedną z wielu odmian hybrydowych, a sposób powstania w wyniku hodowli jest nieznany. Cechy morfologiczne oraz cytologiczne wykazują podobieństwo z odmianą 'Young' i prawdopodobnie powstałą ze skrzyżowania  'Phenomenal' x 'Austin Mayes'.